# ولبر سكوفيل
ولبر سكوڤيل (بالإنجليزية: Wilbur Scoville)‏ (22 يناير 1865 - 10 مارس 1942) هو صيدلي أمريكي. يشتهر بأنه مخترع مقياس سكوفيل والذي اخترعه لقياس حرارة الأنواع المختلفة من الفلفل الحار. حصل على عدة جوائز وشهادة فخرية من جامعة كولومبيا. له كتابين في علم الصيدلة: «The Art of Compounding» و «Extracts and Perfumes».

## سيرة حياته
ولد سكوفيل في بريدجبورت بولاية كونيتيكت. تزوج كورا بي أبهام في 1 سبتمبر 1891 في ولاستون (كوينسي، ماساتشوستس) . وقد رزق الزوجان بطفلين هما إيمي أوغوستا، من مواليد 21 أغسطس 1892 وروث أبهام، من مواليد 21 أكتوبر، 1897.
كتب سكوفيل فن التركيب.، والذي نشر لأول مرة في عام 1895 وقد تمت إعادة طبع الكتاب أكثر من 7 طبعات. وفيما بعد اعتبر الكتاب مرجع في الصيدلة والدواء حتى ستينات القرن العشرين. كما كتب سكوفيل مؤلف بعنوان الاستخراج والعطور، والذي تضمن مئات من الصيغ الكيميائية. إنخرط لفترة من حياته في المجال الأكاديمي حيث عمل أستاذاً في كلية ماساتشوستس للصيدلة والعلوم الصحية.
في عام 1912م وحين كان يعمل لدى شركة بارك-ديفيز للأدوية أعلن عن ابتكاره «اختبار سكوفيل الحسي» والذي يعمل على قياس حدة الطعم أو درجة حرارة (إن صح التعبير) أنواع الفلفل والمعروف حالياً بوحدة قياس سكوفيل.

## مقياس ولبر سكوڤيل
وحدة سكوفيل هي مقياس قوة وشراسة طعم الحار، وقد وضعها الأميركي ولبر سكوفيل عام 1912. وحجم الوحدة يدل على نسبة مادة الكابسايسين (Capsaicin) في الفلفل. أو بكلام آخر عدد المرات التي يحتاجها صافي الفلفل من التحلل في الماء والسكر حتى يخسر حدته وقوته ويعتدل. فمثلا وحدة الفلفل الحلو هي صفر.
وتتراوح قوة مواد الـ«كابسايسين» الصافية التي تمنح الفلفل الحار طعمه الناري الحارق بين 15 مليون و 16 مليون وحدة سكوفيل. ومن حسنات المواد هذه، أنها لا تؤثر على الجهاز العصبي لكل الحيوانات أو المخلوقات، مما يساعد على انتشار الفلفل الحار في ظل الصراع من أجل البقاء.
وهذا يحصل بالطبع عبر الطيور التي لا تتأثر بالمواد كما هو حال الثدييات، فتأكل القشور اللذيذة وتترك البذور دون أي ضرر.

## روابط خارجية
- ولبر سكوفيل على موقع إن إن دي بي (الإنجليزية)